# 火灾分类
火災分类（英語：Fire class）是以可燃物（被燃燒之物）類型來分類火災的方式，有国际标准ISO3941-1977《Classications of Fire》。國際普遍為每一個分類冠以一個拉丁字母作略稱，而滅火器在國際普遍上會標註該略稱，告訴用家適用於何種可燃物。。
以下為各國火災分類比較的對照表：
| 火災類別   | 第1類火災（含碳可燃固體之火災） | 第2類火災（可燃液體之火災） | 第3類火災（可燃氣體之火災） | 第4類火災（通電中的電器之火災）               | 第5類火災（廚房火災、動植物油與食用油之火災） | 第6類火災（可燃固體金屬之火災） |
| 歐盟、英國 | A類                             | B類                         | C類                         | 原本為E類，現在無單獨分類，被合併到A類與B類中 | 原本為B類，現在被單獨分類為F類                | D類                             |
| 台灣       | A類普通                         | B類汽油類                   | B類汽油類                   | C類電器                                       | B類食用油                                     | D類金屬                         |
| 中國大陸   | A類                             | B類                         | C類                         | E類                                           | F類                                           | D類                             |
| 美國       | A類                             | B類                         | B類                         | C類                                           | K類                                           | D類                             |
| 澳大利亞   | A類                             | B類                         | C類                         | E類                                           | F類                                           | D類                             |

## 歐洲和澳大利亞
- A型：燃燒固體燃料的火，包括木頭、布料、橡膠、紙張和某些塑料。
- B型：燃燒液體或可液化燃料的火，包括石油、汽油、油、油漆、一些蠟和塑料，但不包括烹調用的脂肪和油。
- C型：燃燒氣體燃料的火，包括天然氣、氫氣、丙烷、丁烷。
- D型：燃燒可燃燒金屬的火，包括鈉、鎂、鉀。
- E型：任何A型或B型的火若發生在電器、電線或任何帶電體旁邊皆屬此類。控制火勢時不能使用任何導電物體，否則有可能被電擊。
- F型：燃燒烹調用脂肪和油的火。由於其溫度常常遠高於其他B型火，因此一般滅火器都無效。

## 美國
- A型：燃燒木頭、布料、橡膠、紙張及某些塑料的火。
- B型：燃燒汽油、油、油漆、天然氣、丙烷以及其他可燃燒液體、氣體和油脂的火。
- C型：任何A型或B型的火若發生在電器、電線或任何帶電體旁邊皆屬此類。
- D型：燃燒可燃燒金屬的火，包括鈉、鎂、鉀。
- K型：燃燒烹調用油的火。根據定義，這是B型火的子類，不過這類火的特徵顯著，被認為十分重要，值得特別關注。

## 中國大陸
GB/T 4968-2008火的標準，另有針對灭火器的GB4351-1997《手提式灭火器通用技术条件》。

## 台灣
据可燃物的类型和燃烧特性将火灾定义为六个不同的类别。适用于选用灭火器灭火等灭火和防火领域。
- A型：固体物质火灾。这种物质通常具有有机物性质，一般在燃烧时能产生灼热的余烬。
- B型：液体或可熔化的固体物质火灾。
- C型：带电火灾。物体带电燃烧的火灾。
- D型：金属火灾。
- F型：烹饪器具内的烹饪物（如动植物油脂）火灾。

## 參看
- 火災術語歧義一覽